# Le Pin-en-Mauges
Pour les articles homonymes, voir Le Pin.
Le Pin-en-Mauges est une ancienne commune française située dans le département de Maine-et-Loire, en région Pays de la Loire, devenue le 15 décembre 2015 une commune déléguée au sein de la commune nouvelle de Beaupréau-en-Mauges.

## Géographie
Cette localité rurale de l’Ouest de la France se situe dans les Mauges, sur la route D 762 qui va de Chalonnes-sur-Loire à Beaupréau.

Les Mauges sont un territoire de Maine-et-Loire situé à l'extrême sud-est du Massif armoricain, et délimité au nord par la Loire (fleuve) et à l'est par le Layon (rivière).
La superficie de la commune est de plus de 17 km2 (1 707 ha) et son altitude varie de 79 à 129 mètres.

## Toponymie et héraldique

### Toponymie
Étymologie : Le mot pin vient du latin pinus, et a donné son nom à la commune (Pinus en 1614).
Formes anciennes du nom : Ecclesia Sancte Marie de Pinu en 1146, Pignus en 1326, Pinus en 1614, Pin-en-Mauge en 1466, Ecclesia sancti Padvini du Pin in Maugia en 1651, Le Pin en 1793, puis Le Pin-en-Mauges en 1801,.

### Héraldique
| Blason de Le Pin-en-Mauges | Blason  | Écartelé en 1) d'argent chargé d'un cœur crucifère de gueules souligné d'une couronne de feuilles de chêne d'or ; en 2) d'azur chargé de trois fleurs de lys d'or, à la bordure de gueules ; en 3) d'azur chargé, à senestre d'une gerbe d'or, à dextre d'un caducée de même et en pointe, d'une roue crantée du même ; en 4) d'argent à trois hermines de sable ; à la bordure du champ. |
| Blason de Le Pin-en-Mauges | Détails | Le statut officiel du blason reste à déterminer. |

## Histoire
Au centre de l'insurrection vendéenne lors de la Révolution, le village du Pin-en-Mauges voit naître le 5 janvier 1759 Jacques Cathelineau, futur généralissime de l'Armée catholique et royale. Le 12 mars 1793, il prend l'initiative de réunir tous les hommes valides de son village pour affronter les républicains. Vingt-sept jeunes gens le suivent, s'arment à la hâte de tous les instruments qui leur tombent sous la main, et marchent sur Jallais qu'ils prennent.
En juillet 1828, la duchesse de Berry Marie-Caroline de Bourbon-Siciles, bru du roi Charles X, fait halte au Pin-en-Mauges lors d’un voyage qu’elle entreprend en Anjou, Bretagne et Vendée.
En 2014, un projet de fusion de l'ensemble des communes de l'intercommunalité se dessine. Le 2 juillet 2015, les conseils municipaux de l'ensemble des communes du territoire communautaire votent la création d'une commune nouvelle au 15 décembre 2015,

## Politique et administration

### Administration municipale

#### Administration actuelle
Depuis le 15 décembre 2015, Le Pin-en-Mauges constitue une commune déléguée au sein de la commune nouvelle de Beaupréau-en-Mauges, et dispose d'un maire délégué.
| Période                                  | Période  | Identité          | Étiquette | Qualité |
| ---------------------------------------- | -------- | ----------------- | --------- | ------- |
| 15 décembre 2015                         | En cours | Thérèse Colineau, |           |         |
| Les données manquantes sont à compléter. |          |                   |           |         |

#### Administration ancienne
| Période                                  | Période           | Identité              | Étiquette | Qualité |
| ---------------------------------------- | ----------------- | --------------------- | --------- | ------- |
| 1792                                     |                   | J. Gourdon            |           |         |
| 25 décembre 1792                         |                   | J. Gallard            |           |         |
| an VIII                                  | août 1814 (décès) | François Verger       |           |         |
| 27 septembre 1814                        |                   | Jean Gabory           |           |         |
| 12 janvier 1831                          |                   | René Piton            |           |         |
| 1840                                     |                   | Mathieu Vincent       |           |         |
| 28 octobre 1848                          |                   | Pierre Rochard        |           |         |
| 1865                                     |                   | Jacques Dubouet       |           |         |
| 1868                                     |                   | Verger                |           |         |
| 1892                                     |                   | Maurice d'Andigné     |           |         |
| 1900                                     |                   | Joseph Colineau       |           |         |
| 1912                                     |                   | Louis d'Andigné       |           |         |
| 1929                                     |                   | Joseph Véron          |           |         |
| 1945                                     |                   | Jean-Baptiste Vincent |           |         |
| 1953                                     |                   | Louis Raimbault       |           |         |
| 1977                                     |                   | Joseph Girard         |           |         |
|                                          |                   |                       |           |         |
| 2001                                     | mars 2014         | Christian Plard       | DVD       |         |
| mars 2014                                | 14 décembre 2015  | Thérèse Colineau      | DVG       |         |
| Les données manquantes sont à compléter. |                   |                       |           |         |

### Ancienne situation administrative
La commune était membre de la communauté de communes du Centre-Mauges, elle-même membre du syndicat mixte Pays des Mauges. La création de la commune nouvelle de Beaupréau-en-Mauges entraîne sa suppression à la date du 15 décembre 2015, avec transfert de ses compétences à la commune nouvelle.
Le Pin-en-Mauges fait partie du canton de Beaupréau et de l'arrondissement de Cholet. La réforme territoriale du 26 février 2014 élargie le canton et la commune reste attachée à celui-ci.

## Population et société

### Évolution démographique
L'évolution du nombre d'habitants est connue à travers les recensements de la population effectués dans la commune depuis 1793. À partir du 1er janvier 2009, les populations légales des communes sont publiées annuellement dans le cadre d'un recensement qui repose désormais sur une collecte d'information annuelle, concernant successivement tous les territoires communaux au cours d'une période de cinq ans. 
Pour les communes de moins de 10 000 habitants, une enquête de recensement portant sur toute la population est réalisée tous les cinq ans, les populations légales des années intermédiaires étant quant à elles estimées par interpolation ou extrapolation. Pour la commune, le premier recensement exhaustif entrant dans le cadre du nouveau dispositif a été réalisé en 2004,.
En 2013, la commune comptait 1 364 habitants, en évolution de +4,44 % par rapport à 2008 (Maine-et-Loire : +3,3 %, France hors Mayotte : +2,49 %).
| 1793 | 1800 | 1806 | 1821 | 1831 | 1836 | 1841 | 1846 | 1851 |
| ---- | ---- | ---- | ---- | ---- | ---- | ---- | ---- | ---- |
| 768  | 712  | 701  | 780  | 826  | 809  | 843  | 867  | 905  |

| 1856 | 1861 | 1866 | 1872 | 1876 | 1881 | 1886 | 1891 | 1896 |
| ---- | ---- | ---- | ---- | ---- | ---- | ---- | ---- | ---- |
| 928  | 938  | 905  | 885  | 898  | 904  | 919  | 890  | 845  |

| 1901 | 1906 | 1911 | 1921 | 1926 | 1931 | 1936 | 1946 | 1954 |
| ---- | ---- | ---- | ---- | ---- | ---- | ---- | ---- | ---- |
| 839  | 840  | 860  | 745  | 747  | 711  | 672  | 657  | 746  |

| 1962 | 1968 | 1975 | 1982  | 1990  | 1999  | 2004  | 2009  | 2013  |
| ---- | ---- | ---- | ----- | ----- | ----- | ----- | ----- | ----- |
| 765  | 852  | 964  | 1 093 | 1 134 | 1 218 | 1 232 | 1 336 | 1 364 |

### Pyramide des âges
La population de la commune est relativement jeune. Le taux de personnes d'un âge supérieur à 60 ans (21,6 %) est en effet supérieur au taux national (21,8 %) tout en étant toutefois inférieur au taux départemental (21,4 %).
Contrairement aux répartitions nationale et départementale, la population masculine de la commune est supérieure à la population féminine (50,2 % contre 48,7 % au niveau national et 48,9 % au niveau départemental).
La répartition de la population de la commune par tranches d'âge est, en 2008, la suivante :
- 50,2 % d’hommes (0 à 14 ans = 23,2 %, 15 à 29 ans = 21,7 %, 30 à 44 ans = 19 %, 45 à 59 ans = 17,9 %, plus de 60 ans = 18,2 %) ;
- 49,8 % de femmes (0 à 14 ans = 20,3 %, 15 à 29 ans = 22,5 %, 30 à 44 ans = 15,8 %, 45 à 59 ans = 16,5 %, plus de 60 ans = 24,9 %).

| Hommes | Classe d’âge | Femmes |
| ------ | ------------ | ------ |
| 1,2    | 90 ans ou +  | 1,8    |
| 6,6    | 75 à 89 ans  | 11,1   |
| 10,4   | 60 à 74 ans  | 12,0   |
| 17,9   | 45 à 59 ans  | 16,5   |
| 19,0   | 30 à 44 ans  | 15,8   |
| 21,7   | 15 à 29 ans  | 22,5   |
| 23,2   | 0 à 14 ans   | 20,3   |

| Hommes | Classe d’âge | Femmes |
| ------ | ------------ | ------ |
| 0,4    | 90 ans ou +  | 1,1    |
| 6,3    | 75 à 89 ans  | 9,5    |
| 12,1   | 60 à 74 ans  | 13,1   |
| 20,0   | 45 à 59 ans  | 19,4   |
| 20,3   | 30 à 44 ans  | 19,3   |
| 20,2   | 15 à 29 ans  | 18,9   |
| 20,7   | 0 à 14 ans   | 18,7   |

### Vie locale
L'Union sportive du Pin-en-Mauges intègre les compétitions de la Fédération française de basket-ball à l'issue de la réunion du 6 octobre 1958. Elle fusionne avec le club de La Poitevinière en 1997.

## Économie
Sur 103 établissements présents sur la commune à fin 2010, 41 % relevaient du secteur de l'agriculture (pour une moyenne de 17 % sur le département), 7 % du secteur de l'industrie, 12 % du secteur de la construction, 29 % de celui du commerce et des services et 12 % du secteur de l'administration et de la santé.

## Culture locale et patrimoine

### Lieux et monuments
- Église Saint-Pavin ;
- Statue de Jacques Cathelineau.

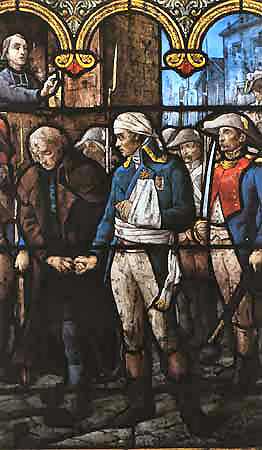
Église du Pin-en-Mauges Vitrail représentant François de Charette.
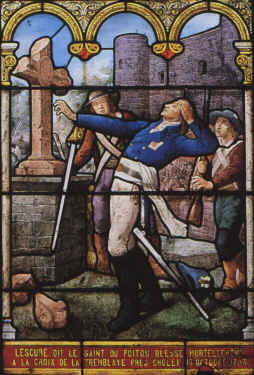
Église du Pin-en-Mauges Vitrail représentant Louis de Salgues de Lescure.
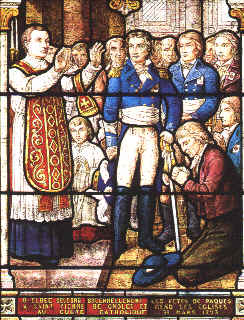
Église du Pin-en-Mauges Vitrail représentant Maurice Joseph Gigost d'Elbée.

### Personnalités liées à la commune

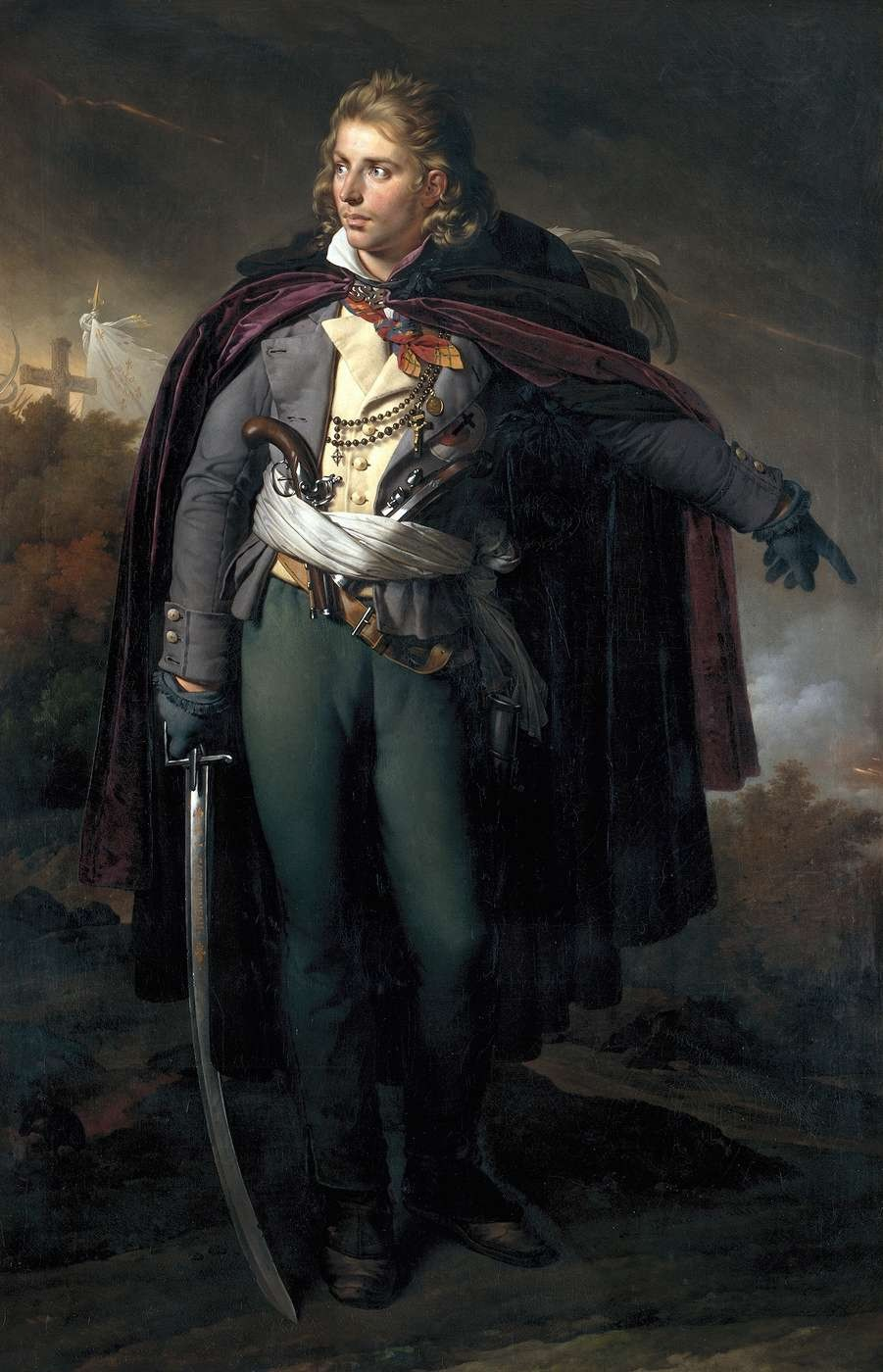
Jacques Cathelineau.

- Jacques Cathelineau, né au Pin-en-Mauges, le 5 janvier 1759, premier généralissime de l'Armée Catholique et Royale.